# Xylophanes mirabilis
Xylophanes mirabilis är en fjärilsart som beskrevs av Clark 1916. Xylophanes mirabilis ingår i släktet Xylophanes och familjen svärmare. Inga underarter finns listade i Catalogue of Life.

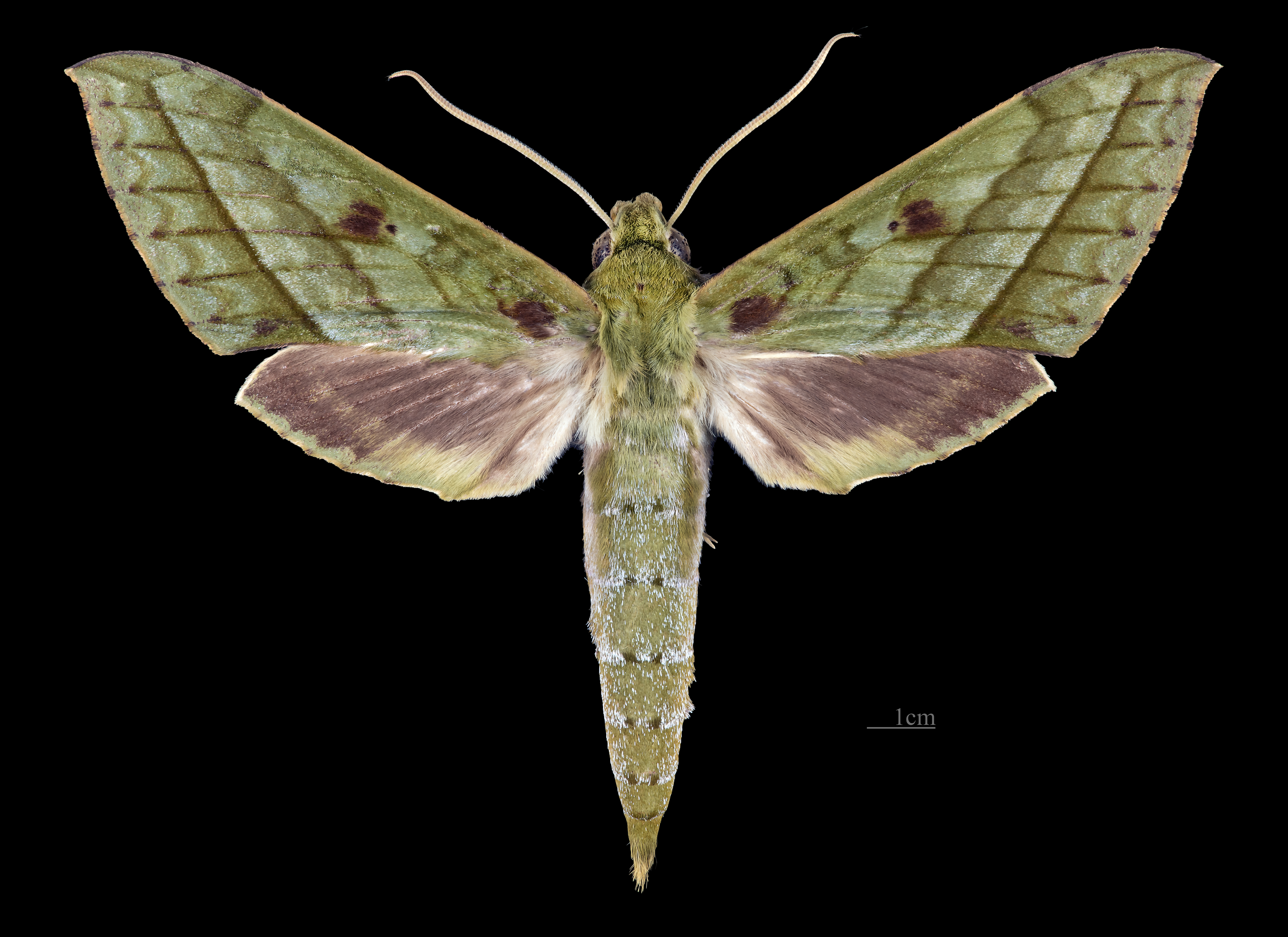
Male dorsal ♂
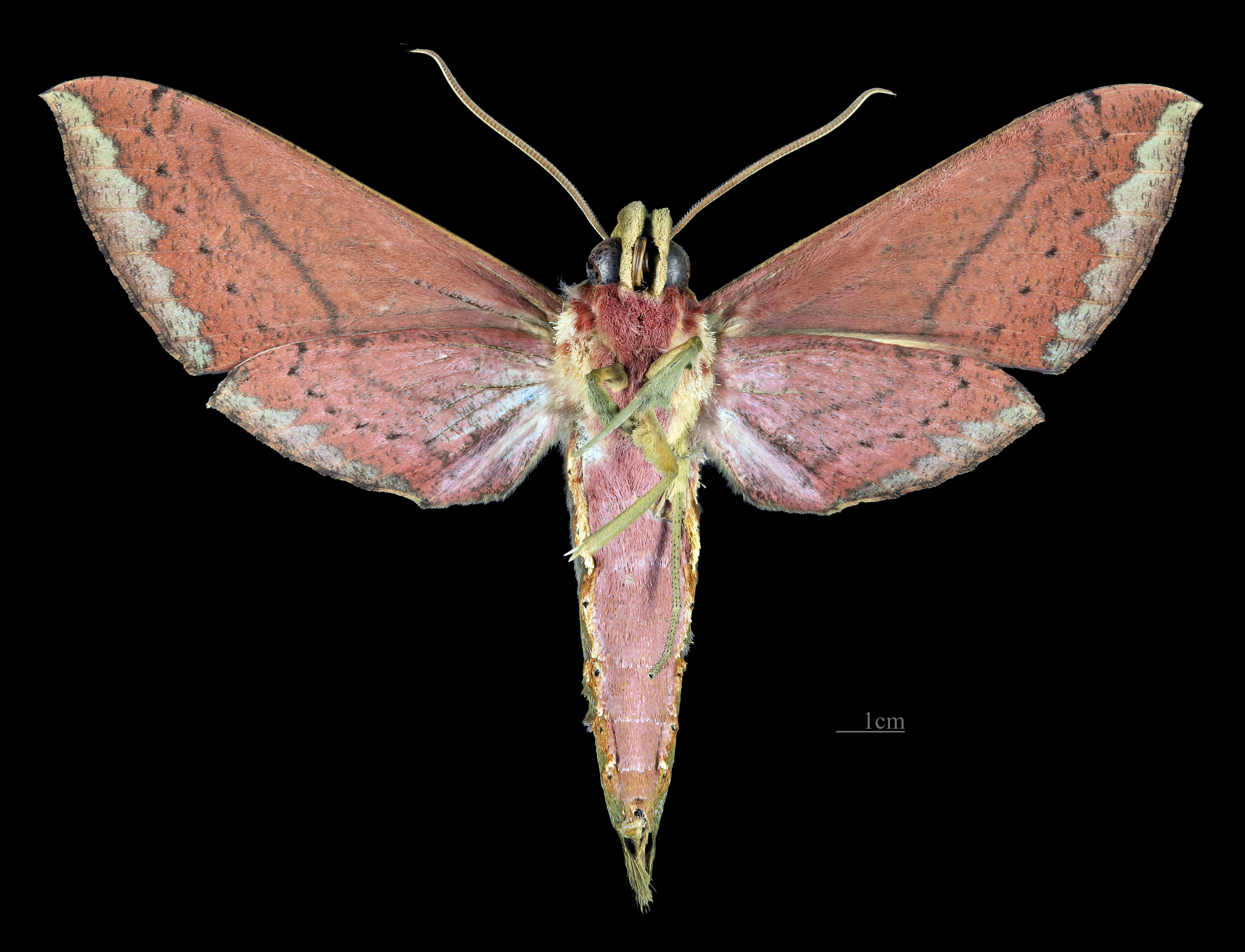
Male ventra ♂  △
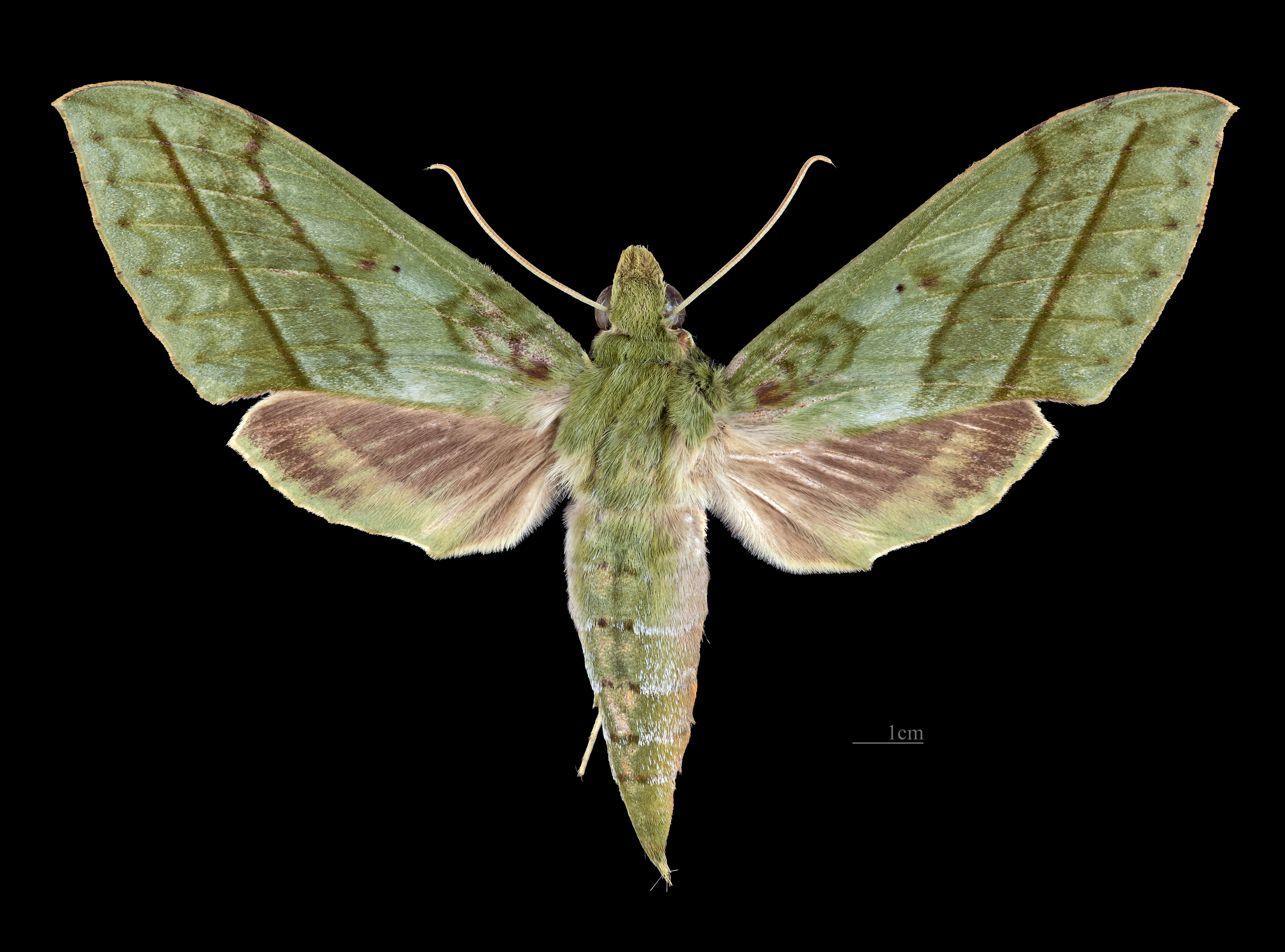
Xylophanes mirabilis  ♀
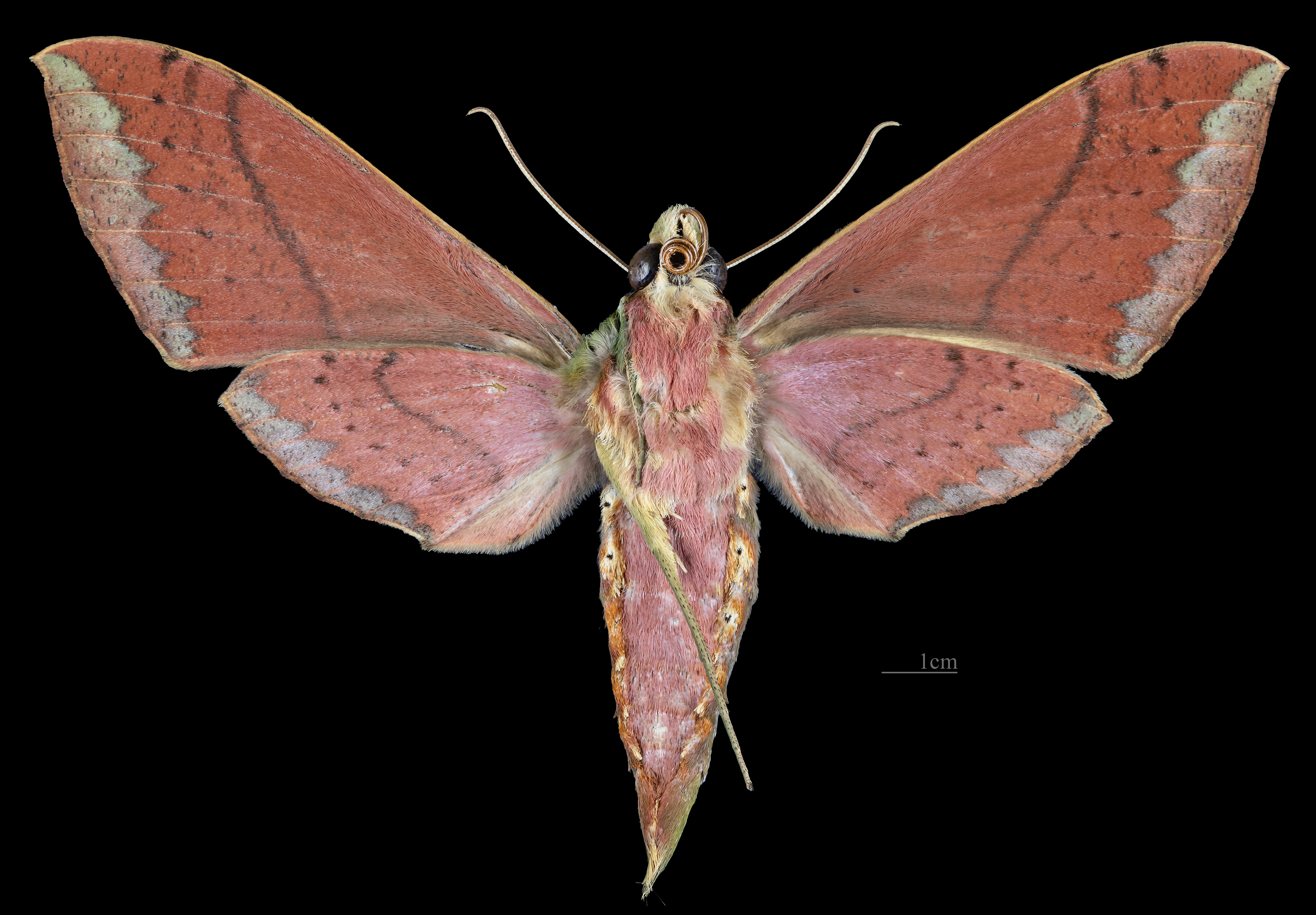
Xylophanes mirabilis ♀ △